# Cowley, London
Cowley är en ort i Storbritannien.   Den ligger i grevskapet Greater London och riksdelen England, i den södra delen av landet, 25 km väster om huvudstaden London. Cowley ligger 34 meter över havet och antalet invånare är 8 776.
Terrängen runt Cowley är platt. Runt Cowley är det mycket tätbefolkat, med 2 915 invånare per kvadratkilometer. Närmaste större samhälle är Hayes, 4,4 km öster om Cowley. Runt Cowley är det i huvudsak tätbebyggt.